# 1812 у науці
- Гамфрі Деві опублікував «Елементи хімічної філософії».
- Джон Деві описав синтез фосгену.
- Наполеон запровадив у Франції mesures usuelles — компромісну частково десятичну систему мір.
- Фрідріх Моос запропонував шкалу твердості матеріалів.
- П'єр-Симон Лаплас опублікував Аналітичну теорію ймовірностей.

## Нагороди
- Медаль Коплі не вручалася.
- Гамфрі Деві посвячено в лицарі.